# Black Irish
Black Irish é um filme do gênero drama de 2007 dirigido e escrito por Brad Gann.

## Elenco
| Ator             | Papel             |
| ---------------- | ----------------- |
| Michael Angarano | Cole McKay        |
| Brendan Gleeson  | Desmond McKay     |
| Tom Guiry        | Terry McKay       |
| Melissa Leo      | Margaret McKay    |
| Emily VanCamp    | Kathleen McKay    |
| Michael Rispoli  | Joey              |
| Francis Capra    | Anthony           |
| Finn Curtin      | Treinador Mahoney |
| Scott Winters    | Doutor            |
| Frank T. Wells   | Pai Magruder      |
| Wilson Better    | Graves            |
| Bonnie Dennison  | Maria             |